# Pylos-Nestoras
Pylos-Nestoras (řecky: Δήμος Πύλου - Νέστορος) je okres v regionu Messénie na jižní a západní straně poloostrova Peloponés v Řecku. Jeho správním centrem je město Pylos. Má rozlohu 554,265km2. Vznikl při reformě místní správy v roce 2011.
Má šest správních obcí, ve kterých žije celkem 21.077 (2011) obyvatel.
Správní obce,
Chiliochoria
Koroni
Methoni
Nestoras
Papaflessas
Pylos,

Správní rozdělení okresu:1 - Pylos (červeně)
2 - ve směru hodinových ručiček (růžově):Nestoras, Papaflessas, Chiliochoria, Koroni, Methoni.

se dále dělí na menší celky: města, obce a vesnice.
Časové pásmo: UTC+2, v létě UTC+3.

## Pamětihodnosti
- Osmanská pevnost (Neo-Kastro) v Pylu

- Paliokastro (stará pevnost), severně od zálivu Navarino

- Osmansko-benátská pevnost v Koroni

- Osmansko-benátská pevnost v Methoni

- Centrum města Koroni

- Akvadukt z osmanské éry u jižního vstupu do Pylu

- Památník bitvy u Navarina

- Zátoka Voidokilia (tzv. „Omega“)

- Agia Nicola, hora nedaleko Pylu s kostelem Svatého Mikuláše (panorama 360o)

- Nestorův palác, mykénský palácový komplex

- Archeologické muzeum Chóra (Αρχαιολογικό Μουσείο Χώρας) s nálezy z Nestorova paláce

- Archeologické muzeum v Pylu

## Galerie

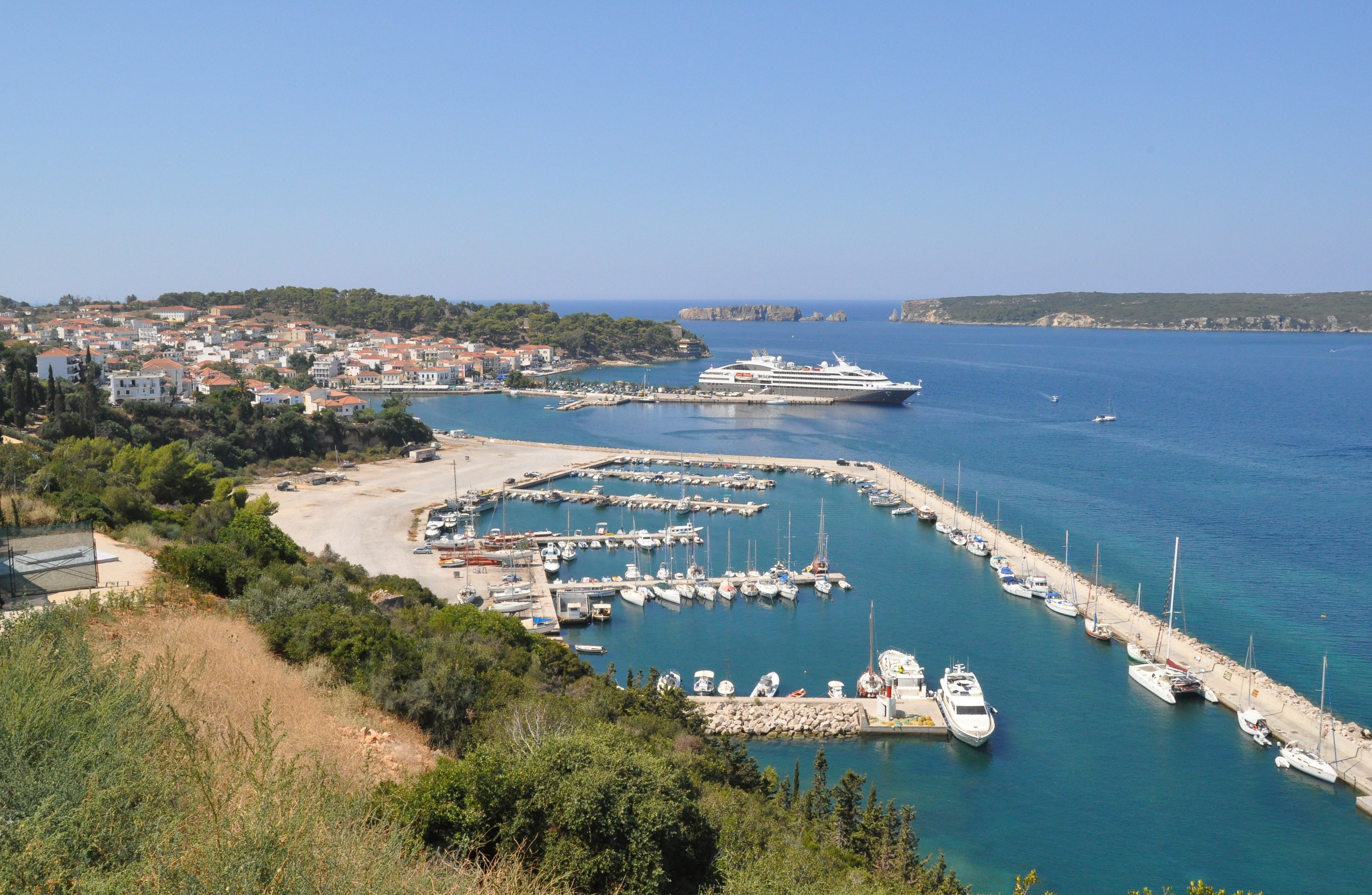
Pylos s ostrovem Sfaktiria (vpravo)
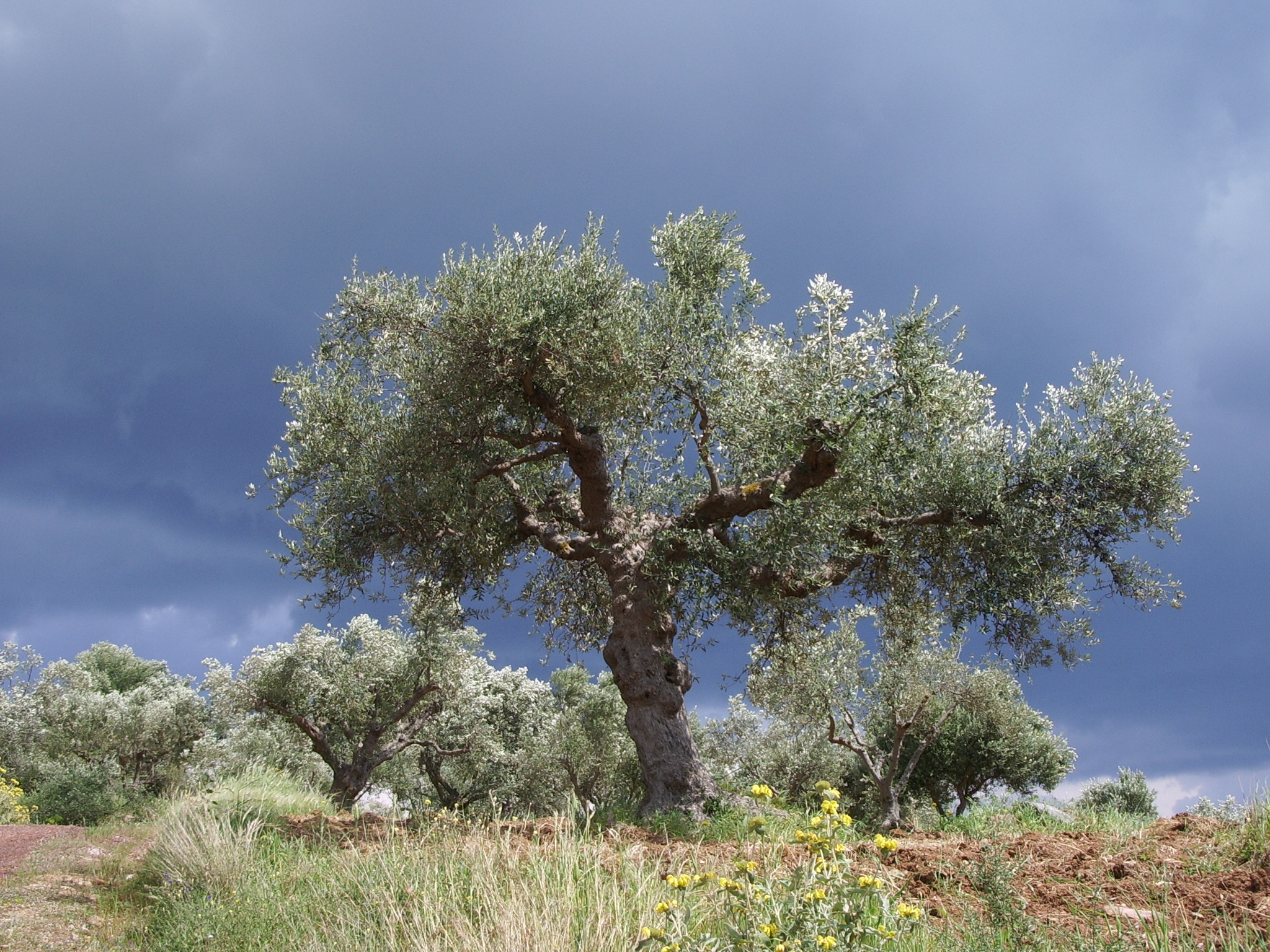
Olivovníky
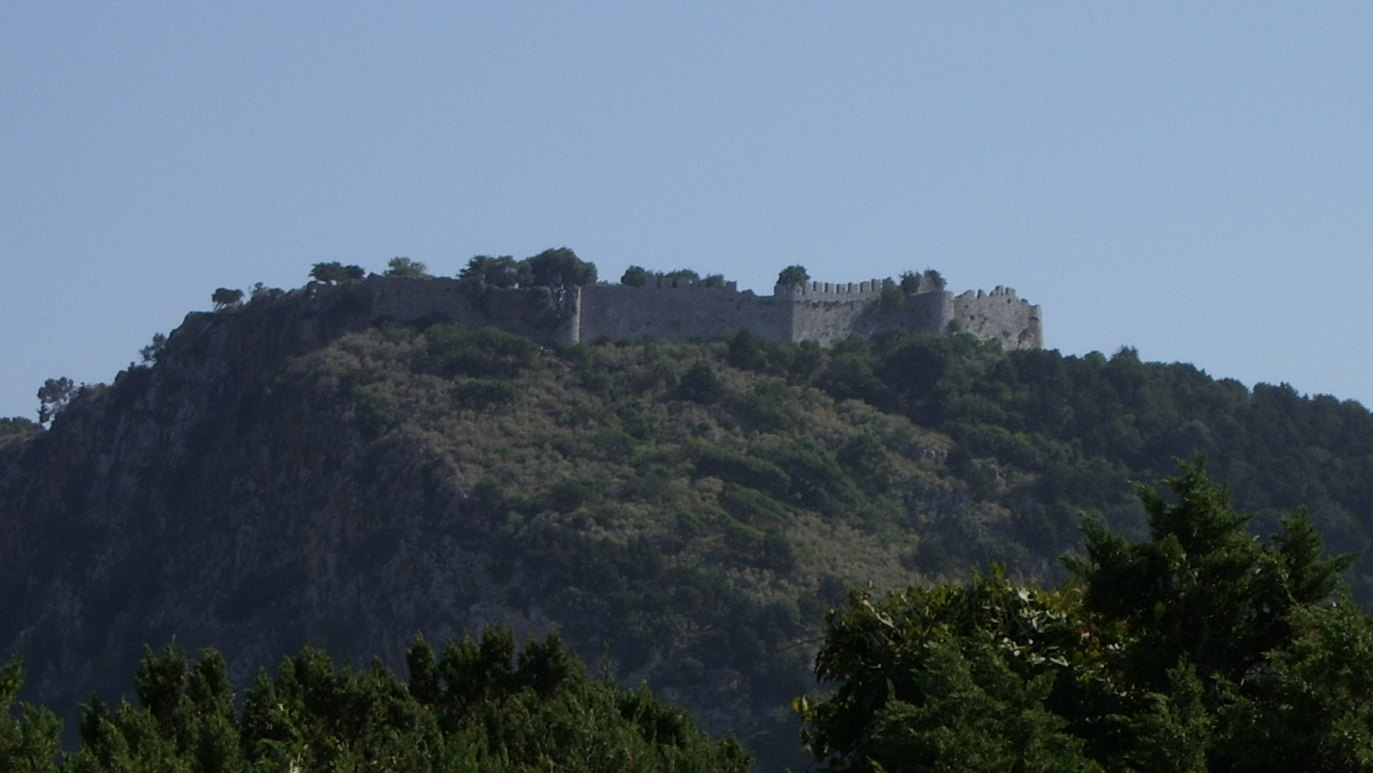
Paliokastro poblíž Pylu
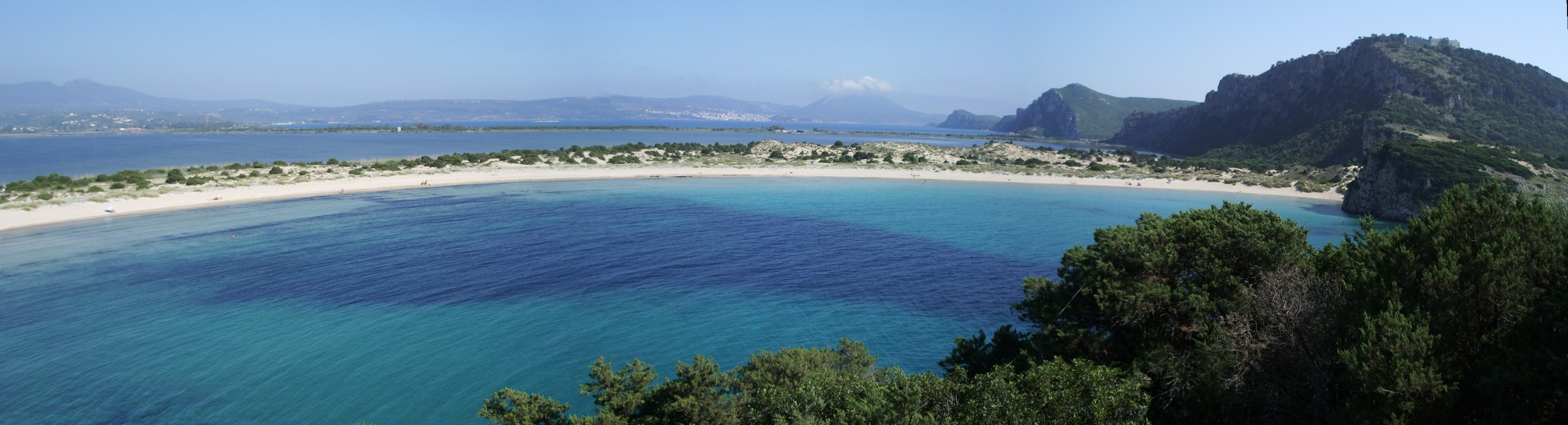
Zátoka Voidokilia
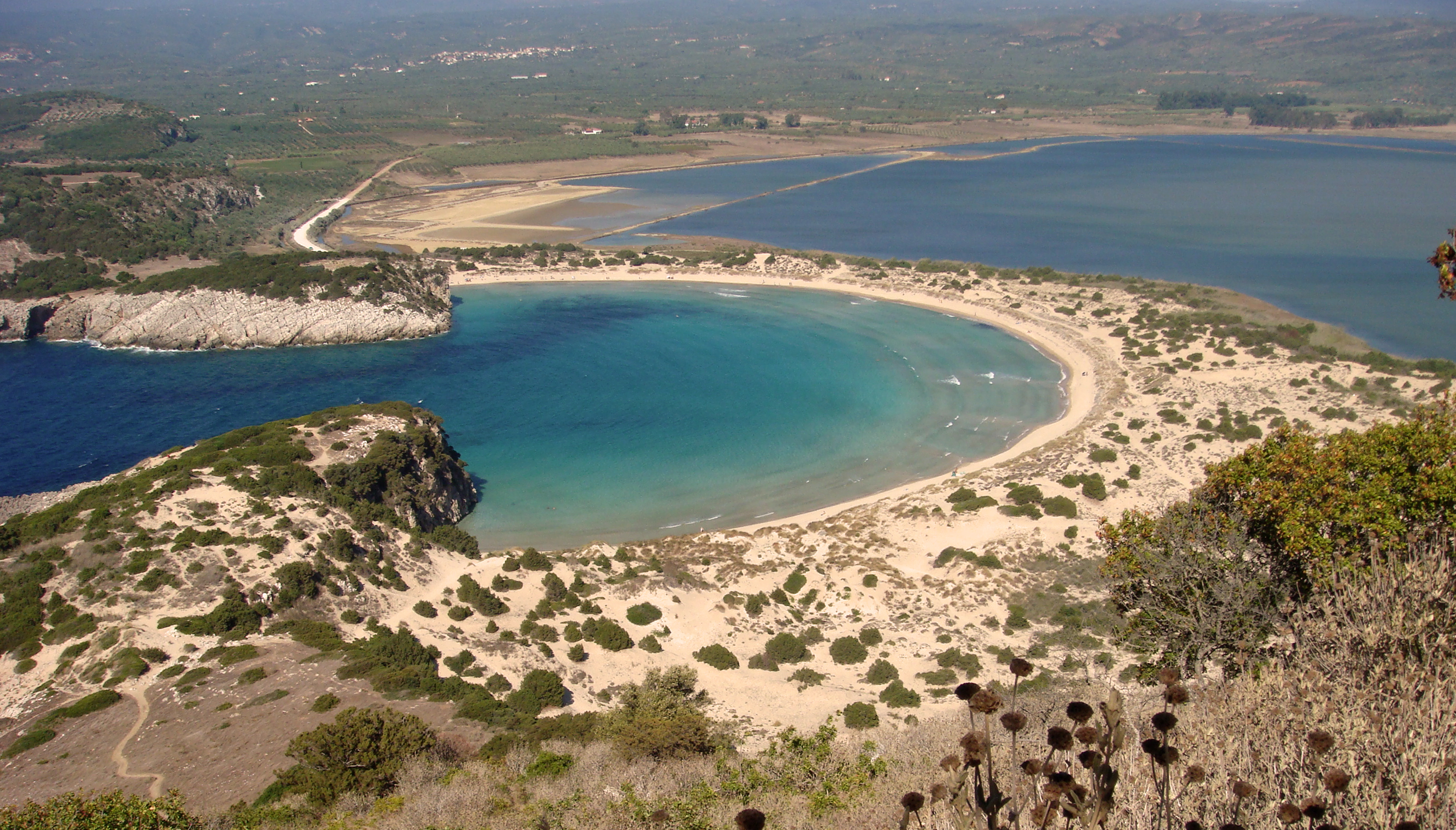
Zátoka Voidokilia, pohled shora
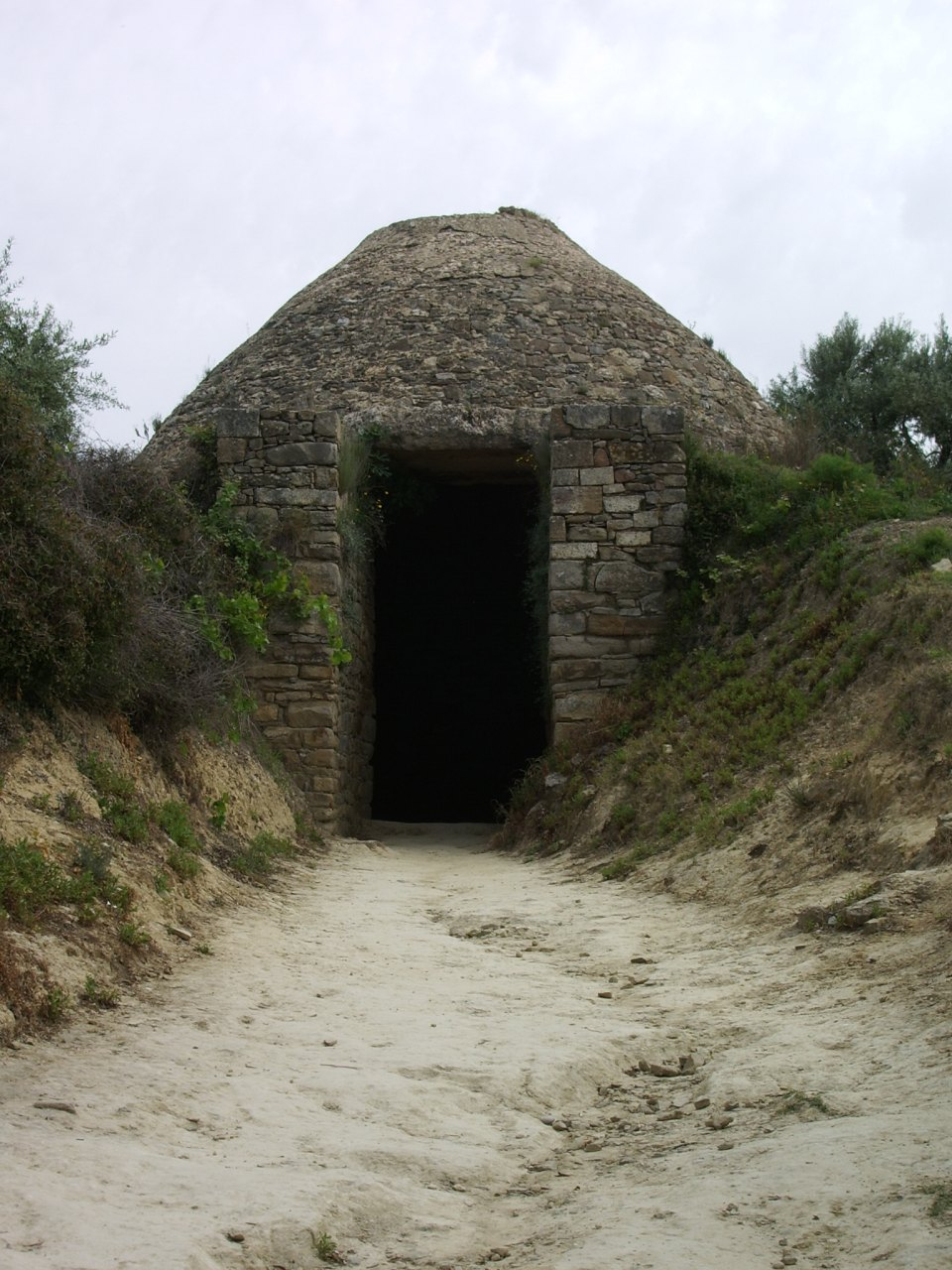
Kopulový hrob u Nestorova paláce
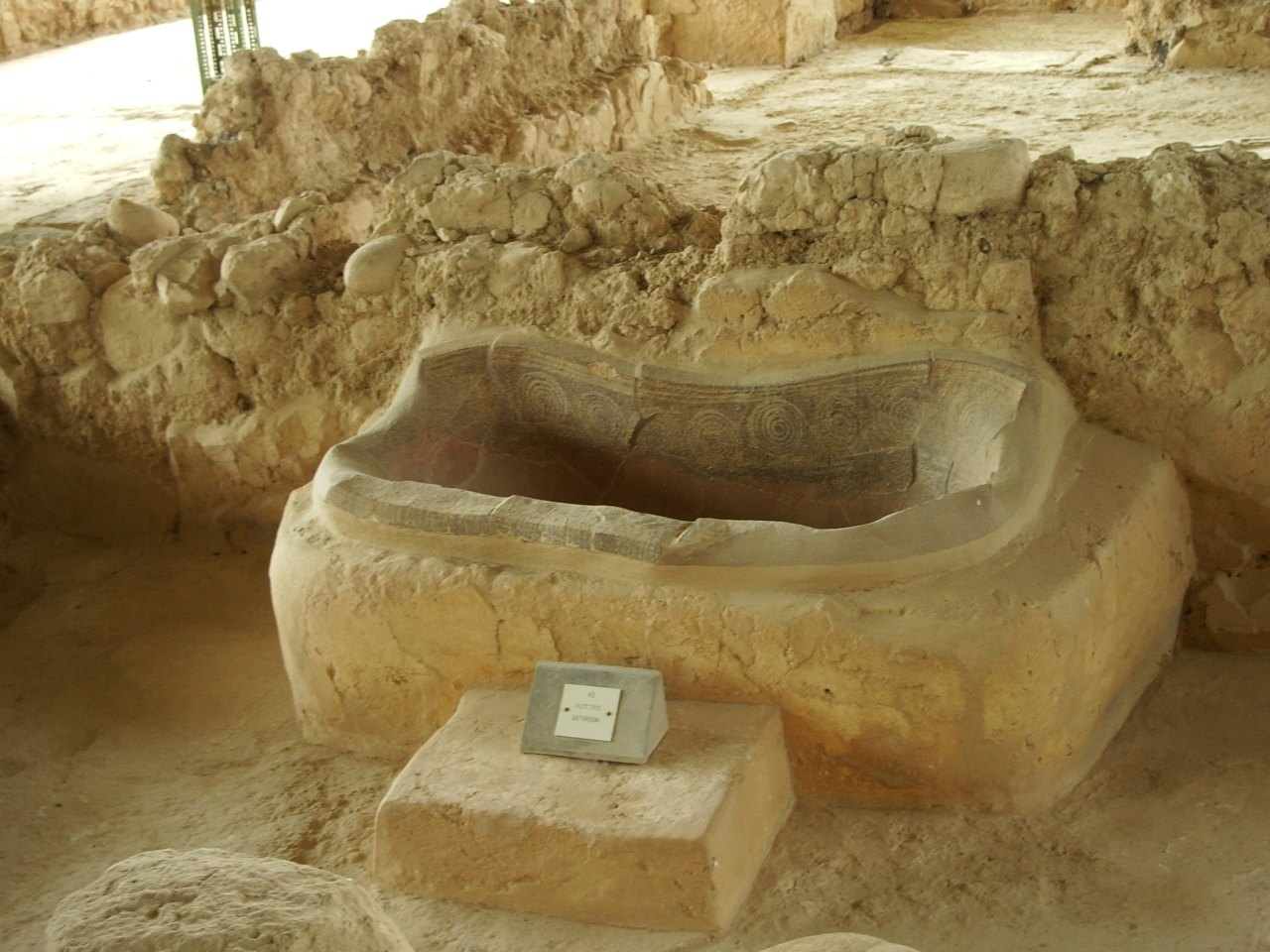
Koupací vana v Nestorově paláci
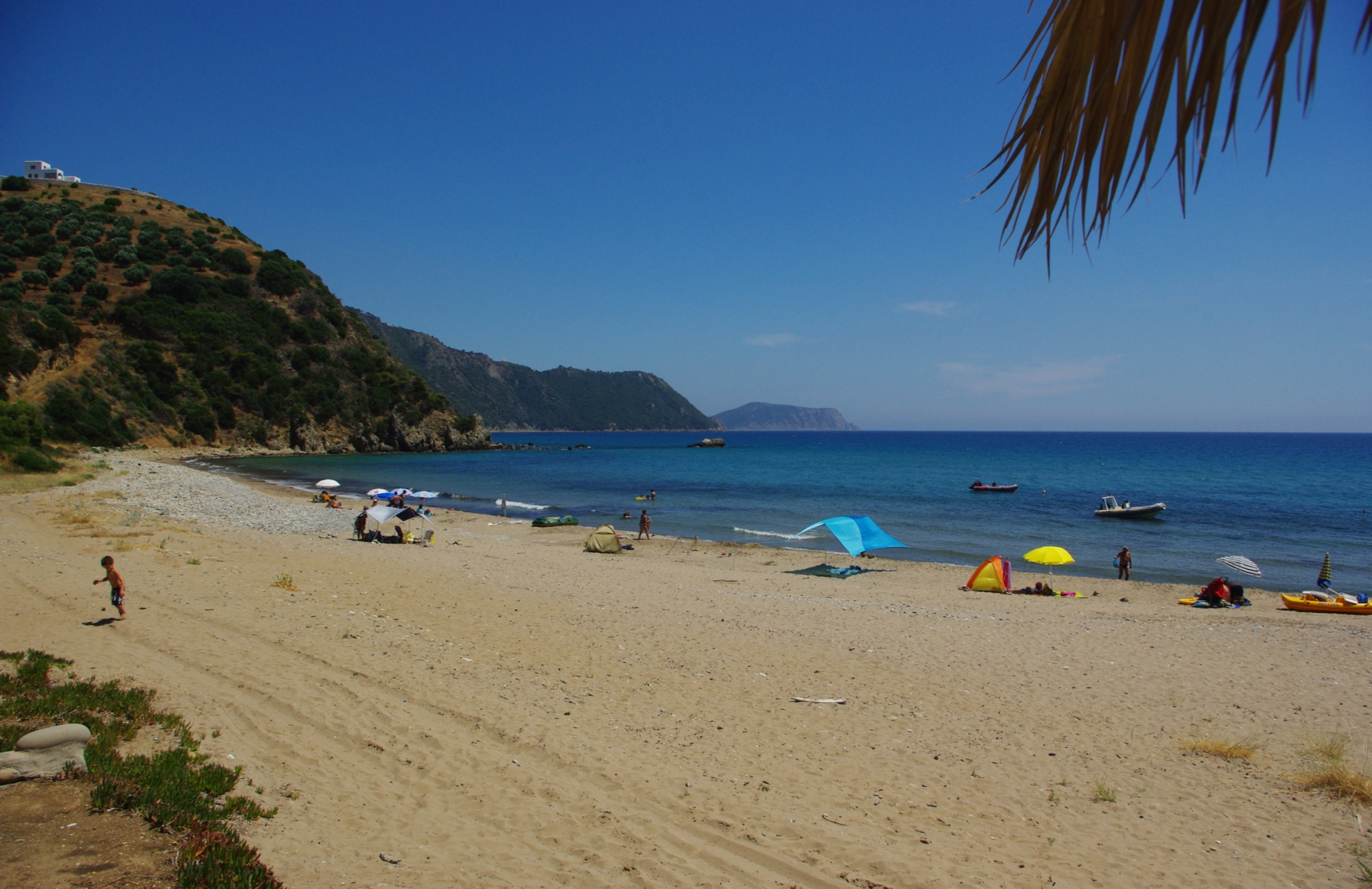
Tsapi – pláž poblíž Koroni, v pozadí mys Akritas
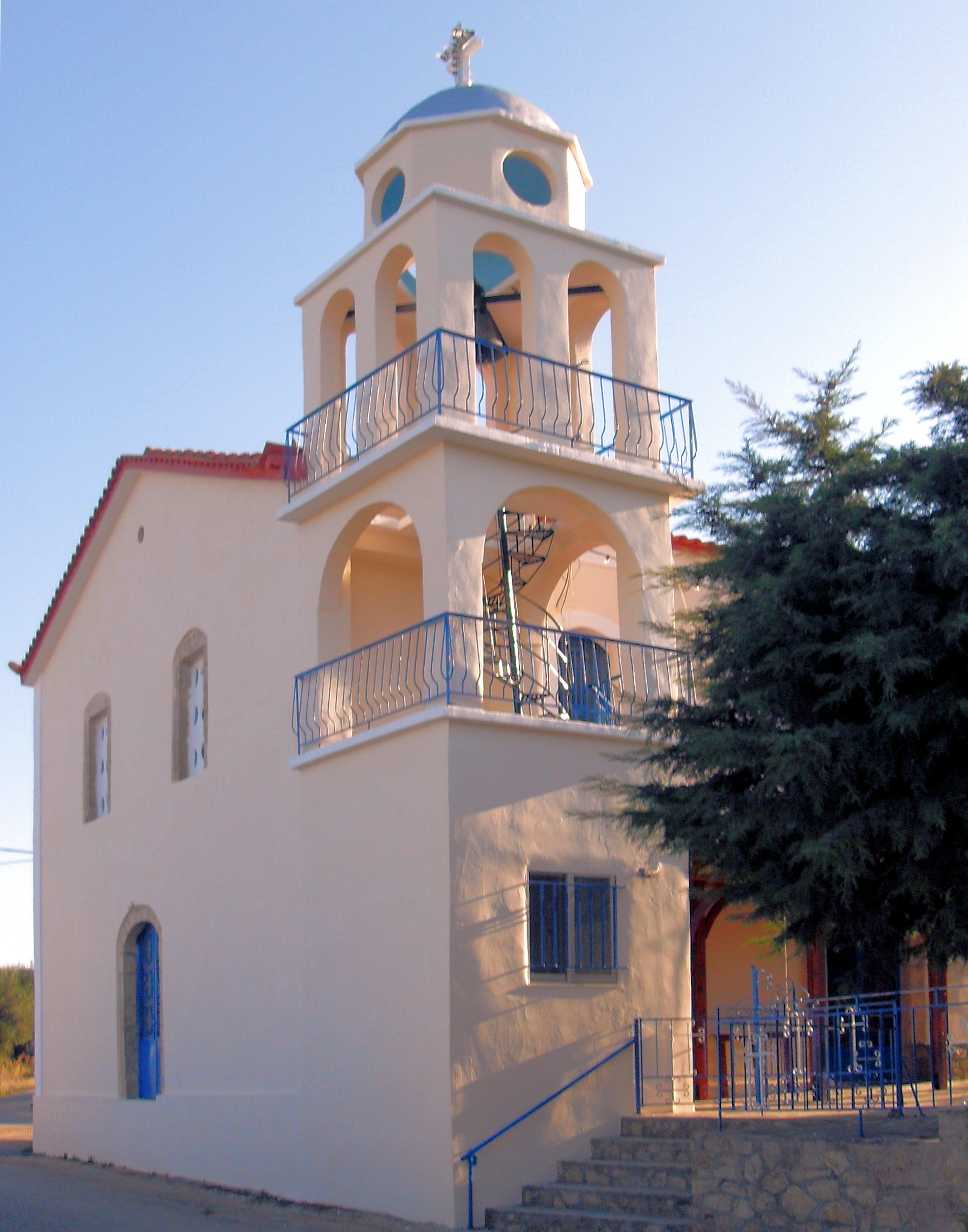
Kostel v Akritochori